# 邹恩同
邹恩同（1927年7月—2023年8月19日），男，山东济南人，中华人民共和国政治人物，曾任中华人民共和国民政部副部长，中国法学会副会长。

## 生平
1949年毕业于延安大学。1950年加入中国共产党。